# Cerro Araos
Der Cerro Araos (in Argentinien Cerro de la Costa) ist ein Hügel im Grahamland auf der Antarktischen Halbinsel. Auf der Trinity-Halbinsel ragt er an der südlichen Flanke des Russell-East-Gletschers auf.
Chilenische Wissenschaftler benannten ihn nach dem Ingenieur Jorge A. Araos Santibáñez, Teilnehmer an der 2. Chilenischen Antarktisexpedition (1947–1948) und beteiligt an der Errichtung der Bernardo-O’Higgins-Station. Der Hintergrund der argentinischen Benennung ist nicht überliefert.